# Вашка
Ва́шка або Ва́жка (комі Ву, від ва «вода» — річка на півночі європейської частини Росії, ліва і найбільша притока Мезені (басейн Білого моря).
Важка є головною притокою Мезені, лише незначно поступаючись їй довжиною. 

## Загальні відомості
Довжина річки — 605 км, площа басейну — 21 000 км².
Середній рівень витрат води — 184 м³/сек.
Живлення річки — змішане, тобто снігове й дощове.
Річка береться кригою наприкінці жовтня, а скресає лід — на початку травня.

## Географія протікання і використання
Вашка бере початок у болотяній місцевості Мезенсько-Північно-Двінського водорозділу. Протікає переважно хвойними лісами.
Річка є судноплавною до поселення міського типу Благоєво в Удорському районі Республіки Комі.

## Історія та гідронім
Басейн Вашки, принаймні верхів'я, є здавна етнічною територією комі. Саме тут пролягала експансія на схід росіян у XIV—XVI ст.ст.. 
Так, у грамоті від 1471 року річка згадується під назвою Важка, так само названо її в словниках Максимовича-Щекатова і П. Семьонова, на мапі-додатку до роботи Г.С. Литкіна тощо.
Щодо гідроніму річки варто зазначити, що комі назва річки Ву походить від комі ва «вода», а російська назва також, найімовірніше має комі основу. Зокрема, походження Вашка/Важка вбачається у комі слові вож «гілка, відгалуження», тут: «притока», тобто головна притока Мезені. Вже у російськомовному середовищі могли відбутися чергування Важ>Важ-ка>Ваш-ка. 
У теперішній час пониззя Вашки (від села Кеба) заселене переважно росіянами.